# De Partington-plannen
De Partington-plannen is een hoorspel naar het verhaal The Adventure of the Bruce-Partington Plans (1908) van Sir Arthur Conan Doyle. Het werd bewerkt door Thomas Ulrich en de AVRO zond het uit op dinsdag 12 februari 1974, van 20:30 uur tot 21:03 uur. De regisseur was Jacques Besançon.

## Rolbezetting
- Eric Schneider (Sherlock Holmes)
- Johan Sirag (Dr. Watson)
- Brûni Heinke (Mrs. Hudson)
- Johan Schmitz (Mycroft Holmes)
- Hein Boele (inspecteur Lestrade)
- Bert Dijkstra (kolonel Walter)
- Peggy Kropman (Violet Westbury)
- Paul van der Lek (Sidney Johnson)

## Inhoud
Een jongste bediende die werkt als klerk bij het Woolwich Arsenal verdwijnt tijdens een afspraakje met zijn verloofde en wordt dood aangetroffen tussen de treinrails in de ondergrondse. Blijkbaar werd hij uit een trein geduwd. Hij had op dat moment verscheidene geheime plannen van de Partington-onderzeeër bij zich. Was hij een verrader? En als dat zo was, wie vermoordde hem? Sherlock Holmes en Dr. Watson krijgen dit te horen van niemand minder dan Mycroft Holmes, broer van de Grote Detective en een van de onmisbare mannen in Engeland. Sherlocks conclusies bewijzen dat er heel wat meer achter de zaak schuilt…